# Giovanni I delfino d'Alvernia
Giovanni d'Alvernia, in francese Jean Ier (dauphin d'Auvergne) (1285 circa – 10 marzo 1351) fu conte di Clermont e di Montferrand e Delfino d'Alvernia dal 1324 fino alla sua morte.

## Origine
Giovanni era il figlio maschio secondogenito del Delfino d'Alvernia, Conte di Clermont e di Montferrand, Roberto IV e della sua prima moglie, Alice di Mercoeur, come conferma lo storico, chierico, canonista e bibliotecario francese, Étienne Baluze), figlia di Beraldo VI, Signore di Mercoeur e della moglie, Beatrice di Borbone.
Roberto IV delfino d'Alvernia era il figlio maschio primogenito del Delfino d'Alvernia, Conte di Clermont e di Montferrand, Roberto III e della moglie, Matilde d'Alvernia, come conferma lo storico, chierico, canonista e bibliotecario francese, Étienne Baluze), figlia del Conte d'Alvernia, Guglielmo X e della moglie, Adelaide di Brabante; anche il fratello di Matilde, Roberto V d'Alvernia, conte d'Alvernia e conte di Boulogne, ricorda il matrimonio della sorella in due documenti delle Preuves de l'Histoire généalogique de la maison d'Auvergne, tome II, uno del 1276 ed uno del 1277.

## Biografia
Sua madre, Alice era al suo terzo matrimonio, avendo sposato in prime nozze Ponzio di Montiaur, come conferma il contratto di matrimonio del dicembre 1257, a cui non diede figli e dal quale si separò; in seconde nozze, aveva sposato Ademaro III di Poitiers, conte di Valentinois, come conferma il contratto di matrimonio del mese di aprile 1268, a cui aveva dato un figlio, Guglielmo di Poitiers, lasciato alla tutela del fratellastro di Guglielmo, Ademaro IV di Poitiers, come ci viene confermato da un documento delle Preuves de l'Histoire généalogique de la maison d'Auvergne, tome 2, datato 1278.
Sua madre, Alice, morì il 15 luglio 1286 (XV Julii. obit domina Alixens comitissa Claromontensis MCCLXXXVI).
Nel 1289, suo padre, Roberto IV, in seconde nozze, sposò la signora di Jaligny, Isabella di Châtillon.
Suo padre, Roberto IV (Robertus comes Claromontensis et Delphinus Arverniæ), nel 1296, redasse il suo testamento con cui designava Giovanni come suo erede universale (Johannem filium meum quem Alixens de Mercorio quondam dilectam uxor mea a me suscepit), definendo i vari lasciti agli altri figli di primo e secondo letto; il testamento si trova nelle Preuves de l'Histoire généalogique de la maison d'Auvergne, tome 2.
Nel 1302, suo padre, Roberto IV (Robertus comes Claromontensis et Delphinus Arverniæ), redasse un nuovo testamento, col quale confermava Giovanni suo erede universale, specificando meglio i lasciti per gli altri figli.
Suo padre, Roberto IV, morì il 29 gennaio 1324 e fu inumato nell'abbazia di Sant'Andrea; secondo un documento delle Preuves de l'Histoire généalogique de la maison d'Auvergne, tome 2, invece morì il 7 marzo (VII Martii. Obit dominus Robertus comes Claromontis et Dalphinus Arverniæ anno MCCCXXIV). Come Delfino d'Alvernia, gli succedette Giovanni (Giovanni I delfino d'Alvernia).
Giovanni, che dal padre era stato denominato Dauphinet (Delfinetto), veniva denominato Joannes, comes Claromontensis delphinusque Arverniæ.
Nel 1340, prima di partire per le Fiandre, Giovanni (Johannes comes Clarimontensis Delphinusque Arverniæ) fece testamento, designando come suo erede universale Beraldo, il suo figlio primogenito Signore di Mercorio (Beraldum primogenitum filium nostrum dominum de Mercorio), ed inoltre definì i vari lasciti agli altri figli; il testamento si trova nelle Preuves de l'Histoire généalogique de la maison d'Auvergne, tome 2.
Si recò quindi nelle Fiandre per combattere gli inglesi ed i loro alleati fiamminghi, al seguito del re di Francia, Filippo VI di Valois, divenne governatore di Saint-Omer, dove sconfisse i fiamminghi (la battaglia di Saint-Omer è descritta nella Histoire des ducs de Bourgogne de la race capétienne, vol. VII), che ebbero circa 4.000 morti ed oltre 400 furono fatti prigionieri.
Nel 1345, Giovanni, alla testa di una grande armata, accompagnò il duca di Normandia, Giovanni, in Guascogna, per combattere gli inglesi del conte di Derby, Enrico Plantageneto.
Giovanni, secondo un documento delle Preuves de l'Histoire généalogique de la maison d'Auvergne, tome 2, morì il 10 marzo 1351 (X Martii. Obit dominus Johannes comes Claromontis Dalphinus Arverniæ MCCCLI). Come Delfino d'Alvernia, gli succedette il figlio Beraldo.

## Matrimonio e discendenza
Nel 1313 Giovanni aveva sposato Anna di Poitiers († 27 agosto 1351), figlia di Aimaro IV di Poitiers, Conte di Valentinois e della sua seconda moglie, Margherita di Ginevra, come conferma il contratto di matrimonio di Giovanni (Daulphinet premier filz de Robert Comte de Clermont) e Anna (Anne de Poitiers fille de Aymard Comte de Valentinois) del 1313; Anna era al suo secondo matrimonio, essendo vedova dal 1304 del suo primo marito, Enrico II di Rodez, conte di Rodez e visconte di Carlat (il contratto di matrimonio è datato 1302), a cui non aveva dato figli. Negli anni a seguire, diverse lettere di Anna, alcune col marito Giovanni, sono documentate nelle Preuves de la genealogie des comtes de Valentinois de l'Histoire généalogique des ducs de Bourgogne de la maison de France. Anna morì pochi mesi dopo il marito; il 27 agosto 1351.

Giovanni da Anna ebbe tre o cinque figli:
- Beraldo († 1356), citato nel testamento del padre[17], Delfino d'Alvernia[20]
- Amedeo († 1361), citato nel testamento del padre (filium nostrum Amedeum)[17], Signore di Rochefort (Amedeus Delphini miles dominus de Rochafort)[26], che sposò Isabella de La Tour (contratto di matrimonio del 1354[27])
- Ugo († dopo il 1355), non è citato nel testamento del padre[17], canonico a Clermont[28]
- Isabella († prima del 1340), citata nel testamento del padre (Ysabellis quondam filiæ nostræ)[17], che sposò Guido, signore di Chalencon
- Margherita († dopo il 1364), non è citata nel testamento del padre[17]. Fu la prima moglie del signore di Montgascone di Roche-Savine, Goffredo d'Alvernia[28], figlio del conte d'Alvernia e conte di Boulogne, Roberto VII di Clermont e della sua seconda moglie, Maria di Dampierre[29].

Giovanni da un'amante di cui non si conoscono né il nome né gli ascendenti ebbe un figlio:
- Giovanni († dopo il 1344), citato nel testamento del padre (Johanni nutrito nostro)[17], citato in un documento del 1344 di Filippo VI di Valois (Johannem Dalphini bastardum)[30].

### Fonti primarie
- (LA)  Baluze, Preuves de l'Histoire généalogique de la maison d'Auvergne, tome 2.
- (LA)  Preuves de l'Histoire généalogique de la maison d'Auvergne.
- (LA, FR)  Histoire généalogique des ducs de Bourgogne de la maison de France.

### Letteratura storiografica
- (FR)  Dauphin et Dauphiné en Dauphiné en Auvergne et en Forez, Dauphins d'Avergne.
- (FR)  Baluze, Histoire généalogique de la maison d'Auvergne, tome 1.
- (FR)  L'art de vérifier les dates des faits historiques, des chartes, des chroniques.
- (FR)  Histoire généalogique de la maison d'Auvergne, justifiée par chartes, titres.
- (FR)  Histoire des ducs de Bourgogne de la race capétienne, tome VII.